# Abbaye Notre-Dame d'Hyverneaux
L'abbaye Notre-Dame d'Hiverneaux est une ancienne abbaye de chanoines réguliers de Saint-Augustin de la congrégation de Saint-Victor fondée en 1229 par saint Louis, située à Lésigny. Elle est supprimée en 1784 par la commission des réguliers. Alexandre Bontemps en fut abbé commendataire. 

## Liste des prieurs de l’abbaye
Liste rédigée à partir du registre paroissial des sépultures 1737-1781 de l’abbaye, disponible sur le site des Archives départementales de Seine-et-Marne et l'article de Robert John St. de Crèvecœur.
Gilles TAFFIGNON, prieur d'Hyvernaux 1703-1705

François BOURDELIETE, prieur d'Hyvernaux 1705-1708

Pierre LE TELLIER, prieur d'Hyvernaux 1708-1709

Charles LOQUET, prieur d'Hyvernaux 1709-1710

Guillaume LE CARPENTIER, prieur d'Hyvernaux 1710-1713

Jean MOULIN, prieur d'Hyvernaux 1713-1723

Philippe OGIER, prêtre chanoine, prieur d'Hyvernaux 1723-1762, né vers 1688, décédé le 24 avril 1762 à Paris, paroisse Saint-Eustache, inhumé le 27 avril 1762 dans l'abbaye d'Hyvernaux

N. NORMAND, prieur d'Hyvernaux 03.05.1762- après 1781